# Grand Prix d'été de combiné nordique 2003
Navigation
2002 2004
L'édition 2003 du Grand Prix d'été de combiné nordique s'est déroulée du 22 au 31 août 2003, en 4 épreuves disputées sur quatre sites différents. Il a été remporté par le coureur allemand Jens Gaiser.
Les épreuves ont commencé en Autriche, à Villach, puis ont eu lieu en Allemagne, à Steinbach-Hallenberg puis à Klingenthal et se sont achevées à Winterberg. Le 22 août, la victoire de Todd Lodwick fut la première victoire américaine de l'histoire de la compétition.
| \| Villach Steinbach-Hallenberg Klingenthal Winterberg \| Les quatre sites de compétition |
| Villach Steinbach-Hallenberg Klingenthal Winterberg                                       |

## Calendrier
| Date                    | Type d'épreuve                    | Nombre de partants | Nombre de nations représentées | Vainqueur       | Deuxième        | Troisième         | Leader du Grand Prix |
| 1. Villach              |                                   |                    |                                |                 |                 |                   |                      |
| 22 août 2003            | Gundersen individuel K 90 / 15 km | 51                 | 14                             | Todd Lodwick    | Jens Gaiser     | Christoph Eugen   | Todd Lodwick         |
| 2. Steinbach-Hallenberg |                                   |                    |                                |                 |                 |                   |                      |
| 24 août 2003            | Sprint K 120 / 9 km               | 57                 | 15                             | Jens Gaiser     | Kevin Arnould   | Petter Tande      | Jens Gaiser          |
| 3. Klingenthal          |                                   |                    |                                |                 |                 |                   |                      |
| 29 août 2003            | Sprint K 80 / 15 km               | 54                 | 12                             | Ronny Ackermann | Ludovic Roux    | Sebastian Haseney | Jens Gaiser          |
| 4. Winterberg           |                                   |                    |                                |                 |                 |                   |                      |
| 31 août 2003            | Épreuve individuelle K 81 / 14 km | 45                 | 10                             | Mario Stecher   | Kristian Hammer | Todd Lodwick      | Jens Gaiser          |

## Classement
| Rang | Athlète           | Points |
| ---- | ----------------- | ------ |
| 1.   | Jens Gaiser       | 261    |
| 2.   | Todd Lodwick      | 236    |
| 3.   | Ronny Ackermann   | 205    |
| 4.   | Petter Tande      | 157    |
| 5.   | Kristian Hammer   | 153    |
| 6.   | Sebastian Haseney | 120    |
| 7.   | Christoph Eugen   | 110    |
| 8.   | Mario Stecher     | 104    |
| 9.   | Christoph Bieler  | 100    |
| 9.   | Jochen Strobl     | 100    |